# 阿纳卡斯蒂亚河
阿纳卡斯蒂亚河（英語：Anacostia River，/ænəˈkɒstiə/），或译安那考斯迪亚河，是美国中大西洋地区的一条河流，源出马里兰州乔治王子县，再进入华盛顿哥伦比亚特区，并于此处汇入波托马克河，长约14公里。